# Albert Pilát
Albert Pilát (Prága, 1903. november 2. – Prága, 1974. május 29.) cseh mikológus, aki a taplóalkatúak és pöfeteggombák kutatásában jeleskedett. Botanikai szakmunkákban nevének rövidítése: „Pilát”.

## Életpályája
Prágában Josef Velenovskýtól tanult mikológiát. Már 1926-os doktorrá avatása előtt monográfiákat publikált egyes taplókról (Cyphellaceae) és kéreggombákról (Stereaceae – réteggombafélék). 1930-tól haláláig a Prágai Nemzeti Múzeum botanikai részlegén dolgozott, 1948-tól a mikológiai részleg vezetőjeként.
1930-tól kezdve Pilát számos népszerű és szakmai művet publikált, köztük a Pleurotus, Crepidotus, Lentinus és Agaricus nemzetségek monográfiáját, egy időben az összes osztatlan bazídiumú gomba rendszertanával foglalkozott. Foglalkoztatta a gombák egymással és a környezetükkel való kölcsönhatása.
Az európai gombákkal foglalkozó atlaszsorozatot adott ki (Atlas des champignons de l'Europe).
1958-ban a Flora ČSR (Csehszlovákia flórája) című kiadványban a nemzetközileg elismert, pöfetegekről szóló kötetért felelt. Hosszú ideig a Česká Mycology főszerkesztője volt.
Több fajnak adott nevek, közülük néhány:
- Phellinus punctatus (Fr.) Pilát
- Cyphella cejpii Pilát
- Agaricus maskae Pilát 1954
- Agaricus fuscofibrillosus (F. A. G. J. Möller) Pilát
- Inonotus obliquus (Persoon: Fries) Pilát
- Phellinus rimosus (Berkeley) Pilát
- Trametes conchifer (Schweinitz: Fries) Pilát
- Trametes hirsuta (Wulfen: Fries) Pilát
- Trametes versicolor (Linnaeus: Fries) Pilát

## Válogatott művei
Albert Pilát több mint 580 publikációt adott ki, többnyire cseh nyelven, sokat nemzetközi szakmai lapokban. Néhány nagyobb lélegzetű ezek közül:
- 1935: Atlas des champignons de l'Europe: Pleurotus Fries (A Pleurotus nemzetség monográfiája)
- 1933–1942: Atlas des champignons de l'Europe: Polyporaceae (A Polyporaceae család monográfiája)
- 1969: Houby Československa ve svém zivotním prostredí („Csehszlovákia gombái saját környezetükben”).

Továbbá:
- 1924: "Beiträge zur Kenntnis der Thelephoraceen: I. Die Cyphellaceen" (A Thelephoraceae megértése felé tett lépések: A Cyphellaceae megértéséhez) in: Annales Mycologici 22:1 pp. 204 - 218
- 1925: "Beiträge zur Kenntnis der Thelephoraceen: Zweiter Beitrag zur Kenntnis der tschechoslowakischen Cyphellaceen" (A Thelephoraceae megértése felé tett lépések; második lépés a Cyphellaceae megértéséhez) in: Annales Mycologici 22:1 pp. 204 - 218
- 1925: "Revision der zentraleuropäischen resupinaten Arten der Gattung Irpex Fr." (A közép-európai tönkhöz nőtt lemezű nemzetség, az Irpex Fries revíziója) in: Annales Mycologici 23:3 pp. 302 - 307
- 1926: "Monographie der mitteleuropäischen Aleurodiscineen" (A közép-európai Aleurodiscineae monográfiája) in: Annales Mycologici 24:3 pp. 203 - 230
- 1930: "Cesklovenske drevni houby: I. Stereum Pers." (Stereum Persoon) in: Cesklovenská Akademie Zemedelská Sborník 5:3 pp. 361 - 420
- 1931: "Monographie der europäischen Polyporaceen mit besonderer Berücksichtigung zur Landwirtschaft" (az európai likacsosgombafélék monográfiája, különös tekintettel a földgazdálkodásra) in: Beihefte zum Botanischen Zentralblatt 48 pp. 404 - 436
- 1974: Hríbovité huby (gombaatlasz)

## Fordítás
- Ez a szócikk részben vagy egészben az Albert Pilát című német Wikipédia-szócikk ezen változatának fordításán alapul.  Az eredeti cikk szerkesztőit annak laptörténete sorolja fel. Ez a jelzés csupán a megfogalmazás eredetét és a szerzői jogokat jelzi, nem szolgál a cikkben szereplő információk forrásmegjelöléseként.